# Slatina (ort i Tjeckien, lat 49,79, long 17,98)
Slatina är en ort i Tjeckien. Den ligger i den östra delen av landet, 260 km öster om huvudstaden Prag. Slatina ligger 413 meter över havet och antalet invånare är 721.
Terrängen runt Slatina är huvudsakligen platt, men åt sydväst är den kuperad. Runt Slatina är det ganska tätbefolkat, med 214 invånare per kvadratkilometer. Närmaste större samhälle är Opava, 17,3 km norr om Slatina. Trakten runt Slatina består till största delen av jordbruksmark.